# Lista över länder efter vismutproduktion
Detta är en lista över länder efter vismutproduktion (2014).
| Pos | Land     | Vismutproduktion (ton) |
| --- | -------- | ---------------------- |
| —   | Världen  | 8500                   |
| 1   | Kina     | 7600                   |
| 2   | Mexiko   | 825                    |
| 3   | Ryssland | 40                     |
| 4   | Kanada   | 35                     |
| 5   | Bolivia  | 10                     |